# Philipp Jakob Siebenpfeiffer

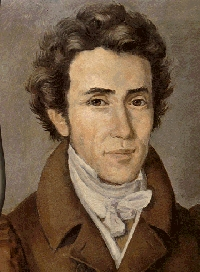
Philipp Jakob Siebenpfeiffer (Gemälde von Helmut Collmann, 1918–1996)

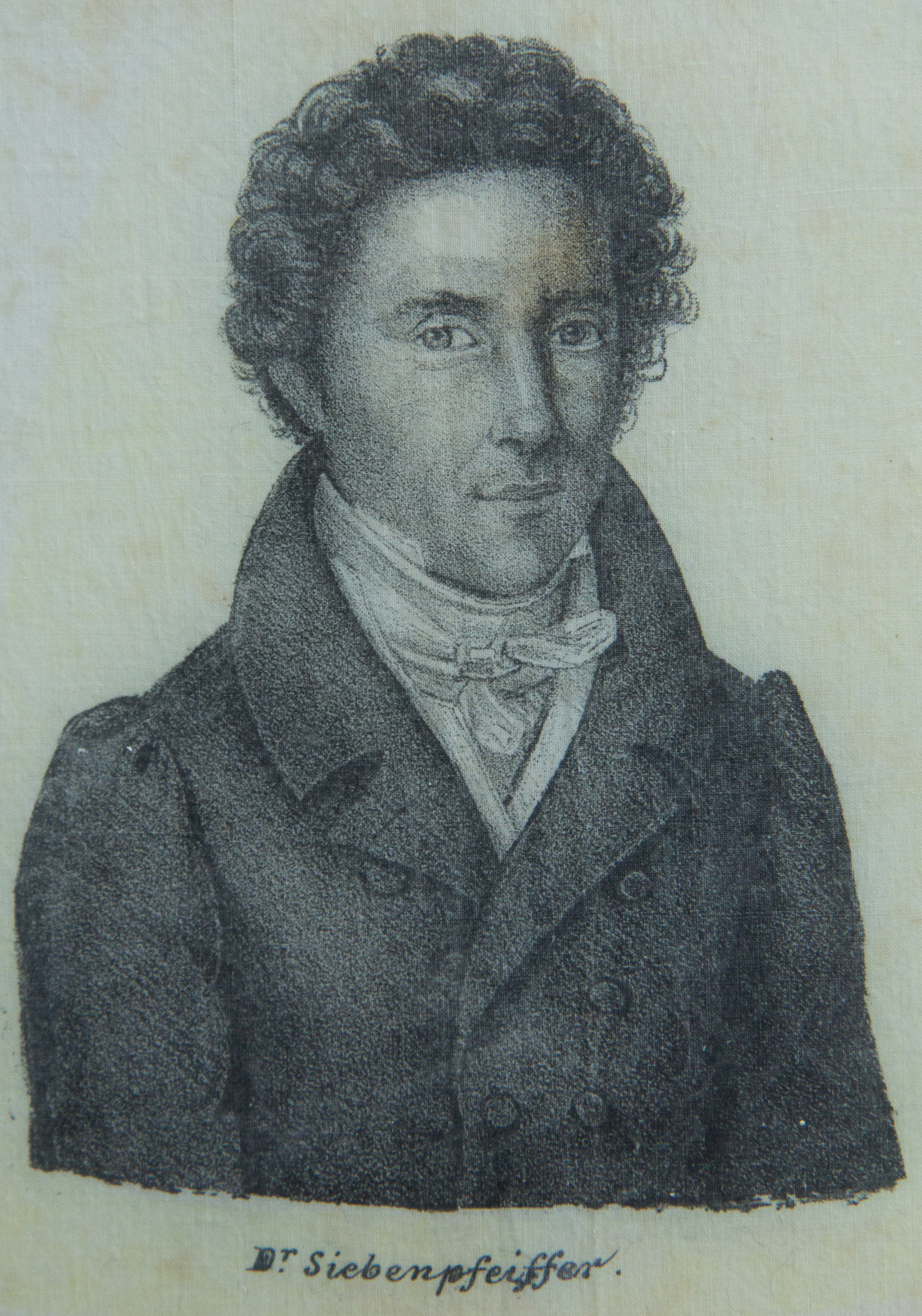
Siebenpfeiffer (Abbildung auf dem Hambacher Tuch)

Philipp Jakob Siebenpfeiffer (* 12. November 1789 in Lahr; † 14. Mai 1845 in Bümpliz in der Schweiz) war ein deutscher Jurist, politischer Journalist und gemeinsam mit dem Publizisten Johann Georg August Wirth und weiteren Mitstreitern Initiator des Hambacher Festes.

## Leben
Siebenpfeiffer war der Sohn des Schneidermeisters Philipp Jakob Siebenpfeiffer (1761–1799) und dessen Ehefrau Catharina Dorothea Bittenbring (1764–1799) aus Lahr. Die Stadt gehörte zum Zeitpunkt seiner Geburt zur Grafschaft Nassau-Saarbrücken. Sein Großvater Johannes Theobald Siebenpfeiffer (1731–1766) hatte seine Heimatstadt Saarbrücken um 1755 verlassen, um sich in Lahr niederzulassen. Im Alter von zehn Jahren verlor Philipp Jakob Siebenpfeiffer junior innerhalb eines Monats beide Eltern und kam in die Obhut von Verwandten. Nach Beendigung der Schule fand er am 15. Februar 1804 mit 14 Jahren eine Anstellung als Oberamtsschreiberincipient in Lahr. Im Mai 1807 wurde Siebenpfeiffer zum Oberamtsactuar befördert, im Oktober 1808 wurde er als Renovator und Berains-Commissaire an die Finanzverwaltung in Freiburg im Breisgau versetzt. Ab dem darauffolgenden Jahr konnte er – finanziell durch ein Stipendium seines Arbeitgebers unterstützt – ein Jura-Studium an der Universität Freiburg beginnen.
Dort traf er mit zwei Persönlichkeiten zusammen, die seinen weiteren Werdegang nun ganz entscheidend beeinflussen sollten: Carl Wenzeslaus von Rotteck und Joseph Maria Weissegger von Weißeneck. Während die liberalen Auffassungen des ersten Gelehrten, der ihn sogar bei sich aufnahm, seine Weltanschauung nachhaltig prägen sollten und beide eine lange und innige Freundschaft verband, wurde der zweite Freiburger Professor nicht nur sein Doktor-, sondern auch sein Schwiegervater: 1814 heiratete er dessen Tochter Emilie, nachdem er 1813 erfolgreich sein juristisches Staatsexamen bestanden und sein Studium mit einer Promotion beendet hatte.
Zu erwähnen ist außerdem – aus der historischen Perspektive überraschend, aber durchaus dem Zeitgeist entsprechend – seine Antipathie Napoleon gegenüber. Nachdem sich Siebenpfeiffer bereits 1806 einem Bund gegen die Tyrannenherrschaft Napoleons angeschlossen hatte, äußerte er sich am 6. Februar 1814 in einem Brief an Rotteck ganz euphorisch über den Untergang der napoleonischen Herrschaft: „Euer Hochwohlgebohrn / theile ich in der Anlage ganz zitternd vor Freude die offizielle Nachricht mit von dem großen von den Alliierten erfochtenen Siege“. Und einige Zeilen weiter: „Freuen sie sich mit mir, wie alle guten Deutschen – Fluch den Napoleonen!“.
Zunächst aber profitierte Siebenpfeiffer nicht unerheblich von den neuen Verhältnissen. Im Januar 1814 trat er eine Stelle beim Österreichischen Generalgouvernement in Colmar an, einer Art Besatzungsbehörde im Oberelsass. Es folgte eine regelrechte Odyssee, in deren Verlauf er in den folgenden vier Jahren zahlreiche Verwaltungstätigkeiten in Diensten der bayerisch-österreichischen Landesadministration ausübte. Colmar, Kreuznach, Trier und Ottweiler, Landau, Speyer, Frankenthal waren die Stationen seines Nomadendaseins als Verwaltungsbeamter, das ihn 1818 endlich nach Homburg führte. Der Rheinkreis war in ein Dutzend Landcommissariate eingeteilt worden, Siebenpfeiffer wurde das Landkommissariat Homburg an der Grenze zu Preußen zugeteilt. Von Homburg aus – heute im saarländischen Saarpfalz-Kreis gelegen – hatte er 79 Gemeinden mit etwa 40.000 Einwohnern zu verwalten. Die erste Hälfte seiner Amtszeit war geprägt durch eine erste Stabilisierung nach den Umwälzungen und Kriegen infolge der Französischen Revolution und der napoleonischen Herrschaft, zumal die Folgen der so genannten Freiheitskriege nach wie vor virulent waren. Krisen wie etwa Missernten, Hungersnöte, Epidemien sowie nicht zuletzt die Rezession der Wirtschaft veranlassten ihn, bei der Regierung des Rheinkreises um Unterstützung und Gegenmaßnahmen nachzusuchen. Er scheute sich auch nicht, direkt bei den beiden bayerischen Regenten seiner Amtszeit, Max I. Joseph (bis 1825) und Ludwig I., auf Reformen zu drängen, zumal „hausgemachte“ Probleme wie Zollbestimmungen oder die maßlose Ahndung der Forstvergehen die Krisen verschärften. Siebenpfeiffer selbst setzte Akzente im flächendeckenden Neubau von Schulen, im Ausbau der Verkehrswege und in der Verbesserung der sozialen und wirtschaftlichen Verhältnisse. Und er publizierte: 1818 eine Art Bestandsaufnahme unter dem Titel Über Gemeindegüter und Gemeindeschulden, 1823 erschien das nicht minder aus eigenen Erfahrungen und eigener Praxis motivierte Buch Über die Frage unserer Zeit in Beziehung auf Gerechtigkeitspflege.
Aber auch auf schöngeistigem Terrain versuchte sich der Landcommissär mit der Feder. Baden-Baden oder Rudolph und Helmina nannte er sein voluminöses „Episches Gedicht in zwölf Gesängen“, das bei Georg Ritter in Zweibrücken erschien: eine Reisebeschreibung, durchwoben von einer Verwechslungsromanze zweier Liebespärchen, die sich in Baden abspielt und in der autobiografische Ansätze ebenso wenig verkennbar sind wie eine gehörige Portion Heimweh. Nicht zu überhören sind auf den 445 Seiten aber auch Untertöne der Resignation. Die Veränderung und Verbesserung der sozialen, wirtschaftlichen und politischen Verhältnisse, die sich Siebenpfeiffer aufs Panier geschrieben hatte, kamen schließlich nicht von der Stelle, sein eigenes Engagement in dieser Hinsicht sah er ohne greifbare Erfolge, ohne Fortschritte. Hatte er schon 1821 in einem Anflug von Frustration an Rotteck geschrieben: „Was liegt der Welt an den Erzeugnissen des Westrich ?“, hatte er 1823 hinzugefügt: „Mein Herz ist trocken“, so deutete sich in seinem lyrischen Debüt aber erstmals auch der Oppositionelle Siebenpfeiffer an: „Krank der Adel, es bäumt sich der Esel, worauf er geritten“ oder „Krank auch mancher Regent aus Furcht vor dem Fieber der Freiheit“, heißt es an einer Stelle beispielsweise. Gleichwohl kommt die so artikulierte Kritik über den Ansatz nicht hinaus. Vielmehr ist es die biedermeierliche Betonung des Privatlebens und der Glücksfindung im persönlichen Bereich, von denen die Verse dominiert werden und die auch Siebenpfeiffers folgende Homburger Jahre wesentlich prägen sollten. Mit zu diesem Schritt beigetragen haben mag wohl auch der Nachwuchs, der sich bei Siebenpfeiffers einstellte. Am 19. Juli 1826 wurde die Tochter Cornelia geboren, und zur Taufe stifteten die Eltern der Protestantischen Kirche eine bis heute erhaltene Patene, eine silberne Schale, auf der der Name des Kindes und als Taufdatum der 13. September 1826 eingraviert sind. Zur evangelischen Kirche hatte Siebenpfeiffer ohnehin ein enges Verhältnis, war er doch schon 1821 Mitglied der Synode der pfälzischen Landeskirche. Mit Carl Gottfried Weber, dem Homburger Dekan und Stadtpfarrer, war er eng befreundet – im Gegensatz zu dessen katholischem Kollegen Johann Jackel, zu dem er zeit seiner zwölfjährigen Amtszeit und noch darüber hinaus eine erbitterte Feindschaft pflegte. Wenn sich irgend die Möglichkeit der Auseinandersetzung bot, geriet er sich in die Haare mit dem Geistlichen, den er einmal als „dummen Bauer und Jesuitendiener“ titulierte.
Abgesehen von diesem Kleinkrieg, präsentierte sich Siebenpfeiffer als loyaler Diener seines Herrn, revolutionäre Ambitionen waren bei dem Homburger Landcommissär, der 1827 zu den Gründern des Central-Musikvereins der Pfalz in Kaiserslautern zählte, nicht auszumachen. Als der bayerische König Ludwig I. im Sommer 1829 Visite im Rheinkreis und dabei auch in Siebenpfeiffers Zuständigkeitsbereich Station machte, hatte dieser auf das Königspaar eigens Lobgedichte verfasst. Freilich brodelte es unter der Oberfläche schon merklich, zumal Siebenpfeiffer unverrichteter Dinge mit der Zensur Bekanntschaft gemacht hatte. Unter Pseudonym hatte er für das offiziöse Blatt Inland mehrere Artikel verfasst. Während jene, in denen er sich über Ackerbau und Viehzucht ausließ, wenigstens noch abgedruckt wurden, fielen seine politischen Forderungen – die er zuvor schon in Briefen an den bayerischen König und seine Behörden artikuliert hatte und die ohne Reaktion geblieben waren – der Schere zum Opfer.
Als dann mit der Julirevolution des Jahres 1830 der Wind der Freiheit erneut von Frankreich herüberzuwehen schien, setzte er seinen schon länger gefassten Plan um, mit journalistischen Mitteln die Missstände anzuprangern. Im Herbst 1830 erschien die Erstausgabe seiner Zeitschrift Rheinbayern, in der unter der scheinbar loyalen Überschrift „Nur keine Revolution in Deutschland“ die Dinge beim Namen genannt wurden. Siebenpfeiffer wurde sofort durch Versetzung in das schwäbische Kaisheim, wo er als Zuchthausdirektor arbeiten sollte, von seinem Amt als Landcommissär entfernt. Die neue Stellung trat er nicht an; stattdessen siedelte er von Homburg nach Zweibrücken um, wo er sein journalistisches Engagement ausweitete. Mit seinen Blättern Rheinbayern und Der Bote aus Westen bot er der zusehends erstarkenden liberalen Opposition in der Pfalz wirkungsvolle Sprachrohre. Siebenpfeiffer war es außerdem, der es dem Münchener Journalisten Johann Georg August Wirth schmackhaft machte, in die Westpfalz umzusiedeln. Von Homburg aus sollte dieser seine Deutsche Tribüne unter dem Schutz der Rheinischen Institutionen unbehelligt von der Bayerischen Regierung und ihrer Zensur produzieren können. Die Erstausgabe dieses wichtigsten Blattes der liberalen Opposition im Vormärz erschien in Homburg/Pfalz am 1. Januar 1832.
Zum gleichen Zeitpunkt verließ Siebenpfeiffer Zweibrücken, um sich im vorderpfälzischen Oggersheim niederzulassen und von dort aus seine nunmehr in Westbote umbenannte Zeitung herauszugeben. Rheinbayern erschien nun unter dem Titel Deutschland – mithin ein Signal dafür, dass Siebenpfeiffer seinen Wirkungskreis nicht mehr allein auf die Pfalz beschränkt sehen wollte. Stets war der Kampf für „Preßfreiheit“ Thema in seinen Zeitungen und Artikeln. Wie ein roter Faden zieht sich das kompromisslose Engagement für die Freiheit der Presse durch die verschiedenen Publikationen – seien es die Zeitungen, seien es die Flugschriften, die im Falle der Zensur als Ausweichmedium dienten.
Die Entwicklung eskalierte, als unter Mitwirkung Siebenpfeiffers am 29. Januar 1832 im Rahmen eines Festbanketts für den Landtagsabgeordneten Friedrich Schüler in Zweibrücken der Deutsche Vaterlandsverein zur Unterstützung der freien Presse (kurz: „Preßverein“)  gegründet wurde. In kurzer Zeit dehnte sich diese politische Organisation über ganz Deutschland aus, rund 5000 Menschen traten ihr bei. Selbst in Paris fanden die Ziele des Vereins große Resonanz, Emigranten wie die Schriftsteller Heinrich Heine und Ludwig Börne verfolgten die Ereignisse in Zweibrücken mit großer Spannung.
Die zahlreichen Festbankette, die von der demokratischen Bewegung speziell in der ersten Hälfte 1832 gefeiert wurden – allein unter dem Deckmantel der Geselligkeit bestand die Möglichkeit, sich politisch zu artikulieren und zu organisieren –, ließen die Idee eines großen Nationalfestes reifen. Siebenpfeiffer brachte im Januar 1832 erstmals eine solche Demonstration öffentlich ins Spiel. Als Schauplatz schlug er zunächst Kaiserslautern vor.

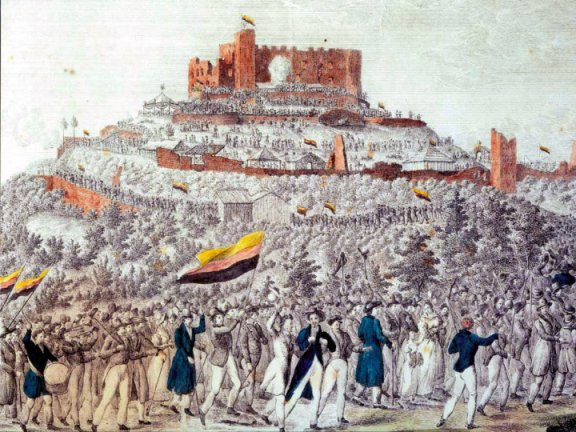
Hambacher Fest (zeitgenössischer Stich)

Es kam schließlich Ende Mai an der Hambacher Schlossruine zu der machtvollen, letztendlich aber wirkungslosen Demonstration. Auf bis zu 30.000 wird die Zahl der Teilnehmer geschätzt. In zahlreichen Reden wurden, mehr oder weniger radikal, Freiheit, Demokratie, ein deutscher Nationalstaat oder auch ein vereinigtes demokratisches Europa gefordert. Die Wortführer, die untereinander schon vor dem Hambacher Fest zerstritten waren, kamen in einer nachbereitenden Sitzung zu keinem Ergebnis, was die weitere Vorgehensweise anbelangt. „Jeder solle auf eigene Faust handeln“ war die einzig greifbare Devise, die ausgegeben wurde. Das Fehlen einer konzertierten Strategie ließ der Obrigkeit viel Spielraum zum Eingreifen.
In den folgenden Wochen wurden die Redner der Reihe nach verhaftet, nur wenigen – wie etwa Friedrich Schüler und Joseph Savoye – gelang die Flucht ins sichere Ausland. Am 18. Juni 1832 wurde Siebenpfeiffer in Haardt festgenommen, mehr als ein Jahr später begann in Landau der spektakuläre Assisenprozess gegen die Hambacher Akteure. An dessen Ende stand der sensationelle Freispruch durch das Geschworenengericht, obwohl die Zusammensetzung der Geschworenen zu Ungunsten der Angeklagten manipuliert worden war.
Der Freispruch bedeutete für die Angeklagten aber nicht in jedem Fall auch die Freiheit. Siebenpfeiffer wurde dem Zuchtpolizeigericht Frankenthal überstellt, das ihn wegen „Beamtenbeleidigung“ zu zwei Jahren Haft verurteilte.
Mit Hilfe von Freunden konnte Siebenpfeiffer am 14. November 1833 aus dem Gefängnis fliehen und über das Elsass in die Schweiz entkommen. Er erhielt in der Schweiz nicht nur Asyl, sondern auch eine Anstellung an der Universität Bern als außerordentlicher Professor für Straf- und Staatsrecht.
1835 starb Siebenpfeiffers Ehefrau. 1840 zum Sekretär des Justizdepartements der Republik ernannt, machten sich 1841 erste Anzeichen einer Geisteskrankheit bemerkbar, wegen welcher er im Mai 1842 in der Privatklinik ("Privat-Irrenanstalt") des Prof. Albrecht Tribolet im Schloss Bümpliz bei Bern eingewiesen wurde. Dort starb Philipp Jakob Siebenpfeiffer im Alter von 55 Jahren am 14. Mai 1845. Er wurde am 17. Mai 1845 auf dem Friedhof in Bümpliz bestattet. Bis 1885 wurden in Bümpliz die Toten auf dem Friedhof rund um die Kirche bestattet. Dieser Friedhof wurde aufgehoben.

## Ehrungen posthum
- Zur Erinnerung an Siebenpfeiffers journalistische Arbeit und zu deren Würdigung wird seit 1987 alle zwei bis drei Jahre der Siebenpfeiffer-Preis für engagierte Journalisten vergeben. Der Preis wird von der Siebenpfeiffer-Stiftung verliehen, die ihren Sitz in Homburg hat. In Homburg befindet sich auch das Siebenpfeiffer-Haus, welches eine Ausstellung über Siebenpfeiffer sowie Seminarräume enthält. Das Gebäude, in dem die Verwaltung des protestantischen Dekanats sowie der Kirchengemeinde Homburg untergebracht sind, befindet sich am Standort des früheren Landcommissariatsgebäudes, in dem Siebenpfeiffer wohnte und seine Amtsgeschäfte verrichtete. Dieses Gebäude, das Ende des 18. Jahrhunderts errichtet worden war, wurde in den 1960er-Jahren abgerissen und durch die heutige Immobilie im Stil der Zeit ersetzt. Als Erinnerung an Siebenpfeiffers Aufenthalt in Homburg und in Würdigung seines Lebenswerks führt es seinen Namen.

## Werke
- Über Gemeindegüter und Gemeindeschulden. Eine rechtlich-politische Abhandlung. Florian Kupferberg, Mainz 1818.
- Handbuch der Verfassung, Gerichtsordnung und gesamten Verwaltung Rheinbayerns. 4 Bde., Zweibrücken 1831/32, Neustadt 1833, Speyer 1846.
- Bürgermuth, nach dem französischen bearbeitet. 1832.
- Ideen zu einer Grundreform der Erziehungs- und Unterrichtsanstalten. Literar. Comptoir, Bern 1834.
- Baden-Baden oder Rudolph und Helmina, Episches Gedicht in zwölf Gesängen. Ritter & Comp., Zweibrücken 1824.
- Sätze des Rechts und aus den politischen Wissenschaften, welche öffentlich verteidigen wird. Diss., Freiburg 1813.
- Über die Frage unsrer Zeit in Beziehung auf Gerechtigkeitspflege. Groos, Heidelberg 1823.
- Zwei gerichtliche Vertheidigungsreden. Literarisches Comptoir, Bern 1834. Digitalisat
- Préavis sur la motion des députés du Jura, rélative au rétablissemant de la legislation francaise. Imprimerie de C.A. Jenni, Père, Bern 1839.